# Источна Лица
Источна Лица (рус. Восточная Лица) река је која протиче преко северних делова Мурманске области, на крајњем северозападу европског дела Руске Федерације. Свој ток започиње у брдском подручју Кољског полуострва на територији Ловозерског рејона, неких 50-ак километара источније од Ловозера. Углавном тече у смеру севера и североистока и након 118 km тока улива се у Источнолички залив Баренцовог мора. Површина слвног подручја реке Источне Лице је 1.870 km². Просечан проток воде је око 29,9 m³/s.
Река Источна Лица је значајно мрестилиште атлантског лососа.